# Hugonia sapinii
Hugonia sapinii är en linväxtart som beskrevs av De Wild.. Hugonia sapinii ingår i släktet Hugonia och familjen linväxter. Inga underarter finns listade i Catalogue of Life.